# Phellinus umbrinellus
Phellinus umbrinellus är en svampart som först beskrevs av Giacopo Bresàdola, och fick sitt nu gällande namn av S. Herrera & Bondartseva 1980. Phellinus umbrinellus ingår i släktet Phellinus och familjen Hymenochaetaceae.   Inga underarter finns listade i Catalogue of Life.